# Nationale Regierung II
Die Nationale Regierung II (Kabinett MacDonald IV) wurde im Vereinigten Königreich am 27. Oktober 1931 von Premierminister Ramsay MacDonald von der Labour Party gebildet. Sie löste die erste Nationalregierung (Dritte Regierung MacDonald) ab und blieb bis zum 7. Juni 1935 im Amt, woraufhin die dritte Nationalregierung (Dritte Regierung Baldwin) gebildet wurde. Der Regierung gehörten neben der Labour Party auch Minister der Conservative Party, der Liberal Party sowie der Liberal National Party an.

## Regierungszeit
Seit August 1931 war bereits eine Mehrparteien-Regierung des National Government im Amt. Hintergrund waren die schweren politischen und wirtschaftlichen Krisen der Zeit. Bei der vorgezogenen britische Unterhauswahl am 27. Oktober 1931 die Abgeordneten für das House of Commons neu gewählt. Die Conservative Party errang einen überwältigenden Wahlsieg und sicherte sich mit 470 von 615 Sitzen eine Zweidrittelmehrheit. Die Labour Party, Ramsay MacDonalds alte Partei, verlor mehr als dreiviertel ihrer Sitze von 1929. Die National Labour Organisation, die MacDonald nach seinem Ausschluss aus der Labour Party gründete, gewann allerdings auch nur 12 Sitze. Auch die Liberal Party musste leichte Verluste in Sitzen hinnehmen.
Nach der Wahl wurde die Nationale Regierung fortgeführt und MacDonald blieb Premierminister. Doch aufgrund der erdrückenden Mehrheit der Konservativen in der Koalition, verlor Ramsay MacDonald an Autorität. Stanley Baldwin, Lordpräsident des Rates, fungierte zunehmend als „Schattenpremierminister“, der im Hintergrund die meisten Entscheidungen traf. Um die Weltwirtschaftskrise zu bekämpfen, führte sie Regierung Schutzzölle ein, woraufhin sich die Liberalen erneut spalteten, wobei der größte Teil die Regierung verließen und die Liberal National Party in der Regierung verblieb.
Einsam, psychisch und physisch geschwächt tauschte Ramsay MacDonald im Juni 1935 mit Stanley Baldwin das Amt. Dieser bildete dann die dritte Nationale Regierung.

## Mitglieder des Kabinetts
| Zugehörigkeit |                  | National Labour |
| Zugehörigkeit | Konservative     |                 |
| Zugehörigkeit | Liberale         |                 |
| Zugehörigkeit | Nationalliberale |                 |

| Amt                                                                        | Bild                         | Person                                                   | Partei                              | Partei                                     | Amtszeit           | Amtszeit           |
| -------------------------------------------------------------------------- | ---------------------------- | -------------------------------------------------------- | ----------------------------------- | ------------------------------------------ | ------------------ | ------------------ |
| Premierminister Erster Lord des Schatzamtes Leader of the House of Commons | Ramsay MacDonald             | Ramsay MacDonald                                         |                                     | National Labour                            | 27. Oktober 1931   | 7. Juni 1935       |
| Lordpräsident des Rates                                                    | Stanley Baldwin              | Stanley Baldwin                                          |                                     | Conservative Party                         | 27. Oktober 1931   | 7. Juni 1935       |
| Lordkanzler                                                                | John Sankey                  | John Sankey, 1. Baron Sankey                             |                                     | National Labour                            | 27. Oktober 1931   | 7. Juni 1935       |
| Lordsiegelbewahrer                                                         | Philip Snowden               | Philip Snowden, 1. Viscount Snowden                      |                                     | National Labour                            | 27. Oktober 1931   | 28. September 1932 |
| Lordsiegelbewahrer                                                         | Stanley Baldwin              | Stanley Baldwin                                          |                                     | Conservative Party                         | 29. September 1932 | 31. Dezember 1933  |
| Lordsiegelbewahrer                                                         | Anthony Eden                 | Anthony Eden                                             | Conservative Party                  | 6. Januar 1934                             | 7. Juni 1935       |                    |
| Schatzkanzler Zweiter Lord des Schatzamtes                                 | Neville Chamberlain          | Neville Chamberlain                                      | Conservative Party                  | 27. Oktober 1931                           | 7. Juni 1935       |                    |
| Außenminister                                                              | John Simon                   | John Simon                                               |                                     | Liberal National Party                     | 27. Oktober 1931   | 7. Juni 1935       |
| Innenminister                                                              | Herbert Samuel               | Herbert Samuel                                           |                                     | Liberal Party                              | 27. Oktober 1931   | 28. September 1932 |
| Innenminister                                                              | John Gilmour                 | John Gilmour, 2. Baronet                                 |                                     | Unionist Party (Conservative Party)        | 28. September 1932 | 7. Juni 1935       |
| Erster Lord der Admiralität                                                | Bolton Eyres-Monsell         | Bolton Eyres-Monsell                                     |                                     | Conservative Party                         | 27. Oktober 1931   | 7. Juni 1935       |
| Minister für Landwirtschaft und Fischerei                                  | John Gilmour                 | John Gilmour, 2. Baronet                                 |                                     | Unionist Party (Conservative Party)        | 27. Oktober 1931   | 28. September 1932 |
| Minister für Landwirtschaft und Fischerei                                  | Walter Elliot                | Walter Elliot                                            | Unionist Party (Conservative Party) | 28. September 1932                         | 7. Juni 1935       |                    |
| Luftfahrtminister                                                          | Charles Vane-Tempest-Stewart | Charles Vane-Tempest-Stewart, 7. Marquess of Londonderry |                                     | Ulster Unionist Party (Conservative Party) | 27. Oktober 1931   | 7. Juni 1935       |
| Minister für die Kolonien                                                  | Philip Cunliffe-Lister       | Philip Cunliffe-Lister                                   |                                     | Conservative Party                         | 27. Oktober 1931   | 7. Juni 1935       |
| Minister für Dominion-Angelegenheiten                                      | Jimmy Thomas                 | James Henry Thomas                                       |                                     | National Labour                            | 27. Oktober 1931   | 7. Juni 1935       |
| Bildungsminister                                                           | Donald Maclean               | Donald Maclean                                           |                                     | Liberal Party                              | 27. Oktober 1931   | 15. Juni 1932 (†)  |
| Bildungsminister                                                           | Edward Wood                  | Edward Wood, Baron Irwin                                 |                                     | Conservative Party                         | 15. Juni 1932      | 7. Juni 1935       |
| Gesundheitsminister                                                        | Hilton Young                 | Edward Hilton Young                                      | Conservative Party                  | 27. Oktober 1931                           | 7. Juni 1935       |                    |
| Minister für Indien                                                        |                              | Samuel Hoare                                             | Conservative Party                  | 27. Oktober 1931                           | 7. Juni 1935       |                    |
| Arbeitsminister                                                            |                              | Henry Betterton                                          | Conservative Party                  | 27. Oktober 1931                           | 29. Juni 1934      |                    |
| Arbeitsminister                                                            | Oliver Stanley               | Oliver Stanley                                           | Conservative Party                  | 29. Juni 1934                              | 7. Juni 1935       |                    |
| Postminister                                                               | Kingsley Wood                | Kingsley Wood                                            | Conservative Party                  | 27. Oktober 1931                           | 7. Juni 1935       |                    |
| Minister für Schottland                                                    | Archibald Sinclair           | Archibald Sinclair                                       |                                     | Liberal Party                              | 27. Oktober 1931   | 28. September 1932 |
| Minister für Schottland                                                    |                              | Godfrey Collins                                          |                                     | Liberal National Party                     | 28. September 1932 | 7. Juni 1935       |
| Handelsminister                                                            | Walter Runciman              | Walter Runciman                                          |                                     | Liberal National Party                     | 27. Oktober 1931   | 7. Juni 1935       |
| Kriegsminister                                                             | Douglas Hogg                 | Douglas Hogg, 1. Viscount Hailsham                       |                                     | Conservative Party                         | 27. Oktober 1931   | 7. Juni 1935       |
| Minister für öffentliche Arbeiten                                          | William Ormsby-Gore          | William Ormsby-Gore                                      | Conservative Party                  | 27. Oktober 1931                           | 7. Juni 1935       |                    |